# Karl Haas
Karl Haas, avstrijski učitelj, * ?.

## Odlikovanja in nagrade
Leta 1994 je prejel častni znak svobode Republike Slovenije z naslednjo utemeljitvijo: »za zasluge pri strokovnem, kulturnem, športnem in drugem sodelovanju avstrijskih in slovenskih šol ter drugih pedagoških ustanov«.